# Kälarne landskommun
Kälarne landskommun var en tidigare kommun i Jämtlands län.

## Administrativ historik
Kälarne landskommun bildades vid kommunreformen 1952 genom sammanläggning av de tidigare landskommunerna Håsjö och Hällesjö i Jämtland.
1971 infördes enhetlig kommuntyp och Kälarne landskommun ombildades därmed till den kortlivade Kälarne kommun som redan tre år senare gick upp i Bräcke kommun.

### Kyrklig tillhörighet
I kyrkligt hänseende tillhörde kommunen Håsjö församling och Hällesjö församling. Sedan 2002 omfattar Hällesjö-Håsjö församling samma område som Kälarne landskommun.

## Folkmängd
År 1959 fanns det 3 586 invånare i kommunen och kommunen hade en befolkningstäthet på 3,0 invånare/km². Detta kan jämföras med riksgenomsnittet som då var 18,0 invånare/km² medan länsgenomsnittet var 3,0 invånare/km².

## Kommunvapnet
Blasonering: Sköld, kluven av silver, vari en blå klockstapel (Håsjöstapeln), och av blått, vari en gran av silver.
Detta vapen fastställdes av Kungl Maj:t den 30 juni 1959. Se artikeln om Bräcke kommunvapen för mer information.

## Geografi
Kälarne landskommun omfattade den 1 januari 1952 en areal av 1 260,00 km², varav 1 170,20 km² land.

### Tätorter i kommunen 1960
I Kälarne kommun fanns tätorten Kälarne, som hade 615 invånare den 1 november 1960. Tätortsgraden i kommunen var då 17,5 procent.

## Politik

### Mandatfördelning i valen 1950-1970
| 23 | 7 | 3 | 2 |

| 34 |

|  | 22 | 5 | 3 | 4 |

| 32 |

| 23 | 6 | 2 | 4 |

| 33 |

|  | 23 | 5 | 3 | 3 |

| 33 |

| 18 | 6 | 6 | 2 | 3 |

| 32 |

| 3 | 20 | 8 | 2 | 2 |

| 30 | 5 |